# 薩文基 (蘇梅區)
50°36′4″N 34°44′30″E / 50.60111°N 34.74167°E
薩文基（烏克蘭語：Савенки）是位於烏克蘭東北部的村莊，由蘇梅州蘇梅區的萊貝丁市鎮負責管轄。該村距離瑟特尼基和哈爾布濟夫卡0.5公里，海拔高度169米，2001年人口10。